# São Bernardo do Campo
São Bernardo do Campo è un comune brasiliano dello stato di San Paolo, nell'immediata regione di San Paolo. Appartiene alla Zona Sud-Est della Grande San Paolo, ai sensi della legge statale nº 1.139 del 16 giugno 2011 e, di conseguenza, del Piano di Sviluppo Urbano Integrato della Regione Metropolitana di San Paolo (PDUI), e anche alla regione non ufficiale della Grande ABC.
La superficie totale del comune è di 409.532 km² e la sua popolazione, secondo una stima dell'Istituto brasiliano di geografia e statistica (IBGE) nel 2021, è di 810.729 abitanti, il che si traduce in una densità demografica di 2.075,2 abitanti/km². Il comune è composto dalla sede centrale e dal distretto di Riacho Grande.
Le origini della città risalgono al 1553, quando venne fondata la Vila de Santo André da Borda do Campo, fondata dal portoghese João Ramalho, insieme al suocero Tibiriçá. Il villaggio è stato il primo insediamento in territorio brasiliano al di fuori della costa. Il nome del comune deriva da Fazenda de São Bernardo, fondata dai monaci benedettini nel 1717, origine dell'occupazione moderna della città.
Secondo i dati del 2021 dell'Istituto brasiliano di geografia e statistica (IBGE), il comune di São Bernardo do Campo ha il 16º prodotto interno lordo (PIL) più grande tra le città brasiliane.